# 江秉穎
江秉穎（英語：Chiang Rayleigh Ping-Ying，1970年6月1日—），出生於台灣桃園縣，耳鼻喉科及睡眠醫學專科醫師。曾就讀台北市建國中學，於台灣大學臨床醫學研究所獲得醫學碩士之學位，目前為台北榮民總醫院睡眠醫學中心副執行長
暨耳鼻喉頭頸醫學部主治醫師。2005年，江秉穎在美國史丹佛大學睡眠醫學中心完成研究員(research fellow)訓練。於2010年擔任國立臺灣大學iNSIGHT Center睡眠科技研究群主席；2011年，江秉穎主編睡眠科技領域第一本英文教科書“現代睡眠科技簡介”以定義該領域，並於2012年由世界知名出版社Springer所出版。2012年成為歐盟委員會研究基礎架構“睡眠科學與科技之研究與教育基礎架構”共同提案人
2013年，江秉穎通過"歐盟先驅睡眠醫學專科醫師"，為亞洲唯一通過此殊榮者。同年，擔任德國國際睡眠科學科技協會(ISSTA)秘書長。
2016年起擔任台灣科技部“睡眠科技產學聯盟”的主持人，並當選德國國際睡眠科學與科技協會(ISSTA)德國總會暨台灣分會理事長。